# Politika
Politika – serbski dziennik, założony w 1904 roku. Jego nakład wynosi 75 tys. egzemplarzy (2009).
Politika jest najstarszym i najliczniej sprzedawanym dziennikiem w Europie Południowo-Wschodniej. Założył ją dziennikarz z Belgradu Vladislav Ribnikar, który został również jej pierwszym redaktorem naczelnym. 
Pierwszy numer dziennika miał 4 strony i 4 kolumny. Nakład wynosił 2450 egzemplarzy, a wszystkie artykuły pisane były w języku serbskim. Redakcja określiła się jako dziennikarze niezależni, przez co od początku traktowana była przez władze ówczesnego Królestwa Serbii jako medium opozycyjne. Politika jako jedyna gazeta w ówczesnej Serbii nie była tytułem partyjnym.
Dziennik wydawany jest do dziś począwszy od 25 stycznia 1904 roku z przerwami na okres dwóch wojen światowych (odpowiednio lata 1914–1919 i 1941–1944) oraz strajk dziennikarzy, który odbył się latem 1992 roku.